# SBS A&T
SBS 에이앤티(SBS A&T)는 대한민국의 방송 예술 및 공연기획회사이다. 1998년 SBS의 방송미술부문이 분리되어 SBS 아트텍, SBS 뉴스텍으로 각각 독립법인으로 출범하였으며 대표이사 사장 시절의 강선모 전 TJB 대전방송 사장에 의해 2014년 5월 1일에 각 독립법인을 통합해 지금의 SBS A&T가 출범하였다.

## 연혁
- 1998년: SBS 아트텍, SBS 뉴스텍 창사
- 1999년: 방송수신기 및 기타방송 공장 등록, 조달청 경쟁업체참가 등록, 정보통신공사업 허가증 취득
- 2000년: 대한민국 최초 평양 생방송 실시, SBS HD TV 방송시설공사 및 대한민국 최초 조달청 경쟁입찰참가 자격취득
- 2002년: 엔지니어링 사업자 자격 취득
- 2003년: 실내건축 공사업 등록, 무역업 고유번호 부여증 취득, 소프트웨어 사업자 자격 취득
- 2004년: 위성DMB 방송시설공사 준공, 한국중견기업 연합회 가입, SBS뉴스 디지털 시스템(NDS) 구축, SBS 목동신사옥 이전
- 2005년: 산업디자인 전문회사 신고, 한국수입업협회 회원 등록, SBS DMB 송출 및 제작
- 2007년: SBS방송아카데미 인수, 비디오물 제작업 신고
- 2008년: 베이징 올림픽 위성중계, 비디오물 제작사업 자격 취득
- 2009년: 전시사업자 등록
- 2010년: 합천영상테마파크 리모델링 준공, 남아공 월드컵 위성중계
- 2011년: 보컬로이드 캐릭터 시유 탄생
- 2014년 5월 1일: SBS 아트텍, SBS 뉴스텍이 서로 통합해 SBS A&T 출범

### 조직
3본부 , 13팀 (부, 단, 소) - 2018년 3월 기준
- A&T 사장직속
  - 사업팀
  - 경영지원팀
- 미술본부
  - 아트1팀
  - 아트2팀
  - 아트3팀
  - 제작CG팀
- 기술영상본부
  - 영상제작1팀
  - 영상제작2팀
  - 제작기술팀
  - 중계기술팀
- 보도영상본부
  - 영상취재팀
  - 영상편집팀
  - 보도기술팀
  - 뉴스디자인팀
- 사업기획팀

## 주요 업무 및 직무유형
- 타이틀 제작, 컴퓨터 그래픽 (CG), 무대제작, 영상제작및 기술
- 2011년 9월에는 한국 보컬로이드 시유를 발표하여 10월경에 판매 시작.
- 방송기술, 방송미술

## 같이 보기
- SBS